# كلاي هاين
كلاي هاين (بالإنجليزية: Clay Hine)‏ هو ملحن أمريكي، ولد في 8 ديسمبر 1963.